# Kōnan (Aichi)
Kōnan (江南市; -shi) é uma cidade japonesa localizada na província de Aichi.
Em 2003 a cidade tinha uma população estimada em 98 806 habitantes e uma densidade populacional de 3 274,98 h/km². Tem uma área total de 30,17 km².
Recebeu o estatuto de cidade a 1 de Junho de 1954.